# Karol Starmach
Karol Starmach (ur. 22 września 1900 w Mszanie Dolnej, zm. 2 marca 1988 w Krakowie) – polski hydrobiolog, profesor, członek rzeczywisty PAN, pracownik naukowy Uniwersytetu Jagiellońskiego i Instytutu Botaniki im. Władysława Szafera PAN.
Brał udział w wojnie polsko-bolszewickiej. Był więziony w niemieckich obozach koncentracyjnych na przełomie lat 1939-1940, jak również przez władze komunistyczne w latach 1947–1950, prezes Koła PSL Kraków-Śródmieście, członek Wojewódzkiej Rady Narodowej w Krakowie.
W lutym 1928 roku ożenił się z Bolesławą Kawecką-Starmachową, mikolożką, która studiowała i pracowała na tym samym wydziale UJ. Miał z nią kilkoro dzieci, w tym syna Janusza Starmacha (1930–2013), który podobnie jak ojciec został hydrobiologiem. Pochowany na cmentarzu Rakowickim.

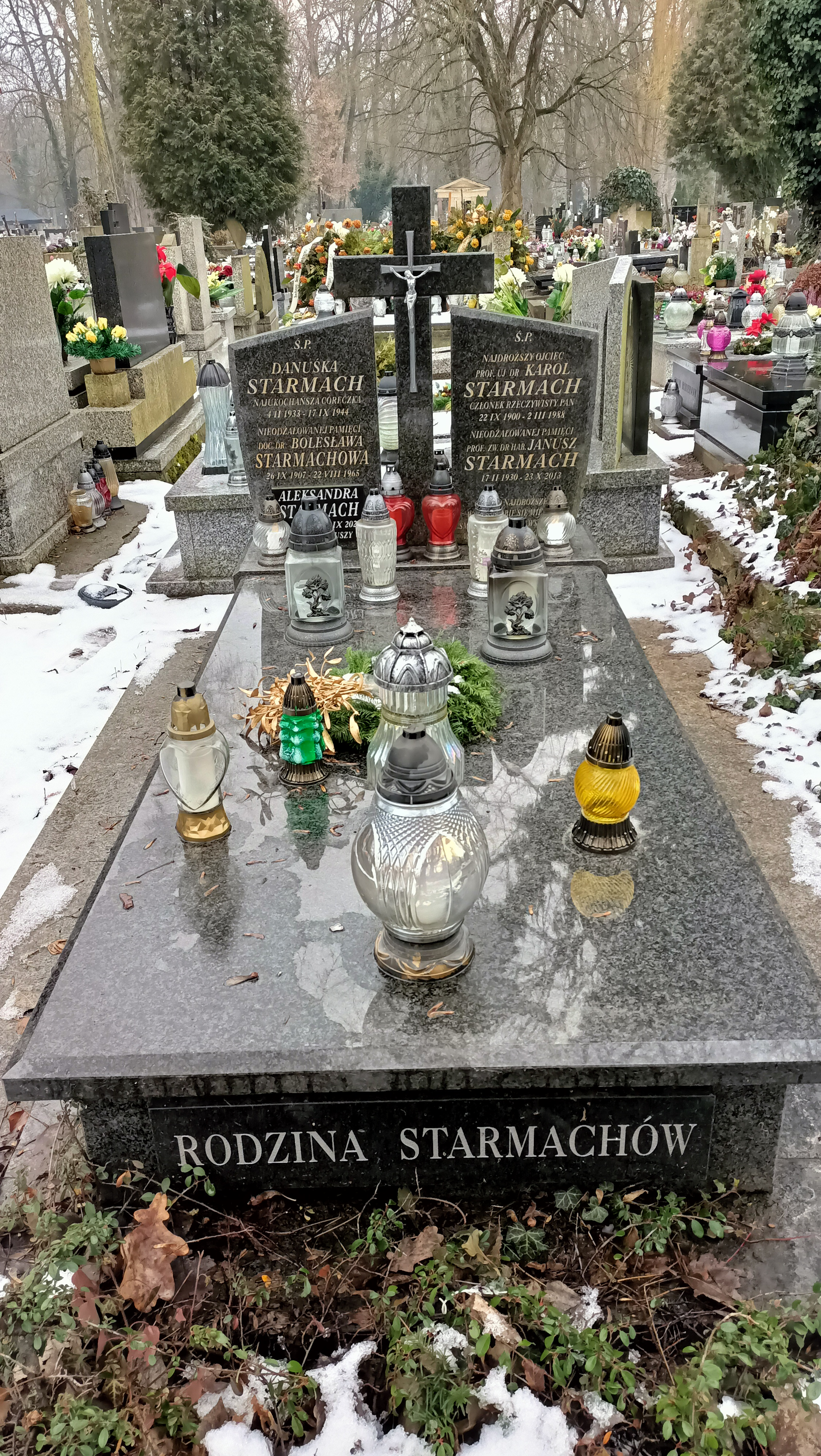
Grób rodziny Starmachów

## Działalność społeczna
Karol Starmach urodził się w galicyjskiej rodzinie chłopskiej. W 1918 roku zaciągnął się do wojska, biorąc udział w bitwie o Lwów i wojnie polsko-bolszewickiej. Po powrocie z wojny dokończył edukację i zajął się karierą naukową. Oprócz działalności ściśle naukowej, brał udział w akcji wspierania polskiej edukacji na Kresach, ucząc w gimnazjum w Dziśnie (1922/1923). Aresztowany podczas Sonderaktion Krakau, był więziony w Sachsenhausen i Dachau. W tym obozie nosił numer 5261. Zwolniony, prawdopodobnie za wstawiennictwem niemieckiego hydrobiologa Augusta Thienemanna powiadomionego o sprawie przez Bolesławę Starmachową, 30 kwietnia 1940. Po uwolnieniu powrócił do pracy naukowej. Jako wykładowca uczestniczył w tajnych kompletach dla studentów UJ. Aktywnie działał w konspiracyjnych strukturach Polskiego Państwa Podziemnego (Okręgowe Biuro Oświaty i Kultury w Krakowie) i Stronnictwa Ludowego „Roch”.
Po wojnie (w lipcu 1946) wstąpił do PSL, zostając następnie przewodniczącym grodzkiego koła tej partii w Krakowie. Został radnym Krakowa. Działał w Radzie Naukowej dla Ziem Odzyskanych. W ramach represji władz komunistycznych wobec PSL został skazany w 1947 roku przez WSR na 10 lat więzienia i 5 lat utraty praw obywatelskich. Przetrzymywany był w areszcie mokotowskim i więzieniu we Wronkach. Po interwencji Bolesławy Starmachowej u Teodora Marchlewskiego (biologa związanego z władzami komunistycznymi, niegdyś współpracującego ze Starmachami) został zwolniony po 2,5 latach (w maju 1950), zostając jednak pozbawionym praw obywatelskich i stopni naukowych do roku 1952. Od tego czasu mógł się poświęcić nauce, przewodnicząc jeszcze Sekcji Ichtiologicznej Komitetu Naukowego przy Ministerstwie Rolnictwa, jednak nie mógł uzyskać tytułu profesora zwyczajnego nadawanego formalnie przez władze. Wyrok w jego sprawie unieważniono dopiero w 1989, co było rehabilitacją pośmiertną.

## Działalność naukowa

### Kariera naukowa
Karol Starmach ukończył gimnazjum klasyczne w Myślenicach, uzyskując maturę w roku 1921 (po przerwie na ochotniczą służbę wojskową). W latach 1921–1925 studiował na Wydziale Filozoficznym Uniwersytetu Jagiellońskiego, który wówczas oferował studia biologiczne. Równolegle (1923–1924) w Studium Wychowania Fizycznego zdobył uprawnienia do nauczania WF. Po studiach został zatrudniony na Wydziale Rolniczym UJ, świeżo przekształconym ze Studium Rolniczego UJ, gdzie do wybuchu II wojny światowej przeszedł stopnie kariery od zastępcy asystenta do docenta. Początkowo, tj. do 1934, pracował w Katedrze Botaniki, a od roku 1935 w Katedrze i Zakładzie Ichtiobiologii i Rybactwa. Stopień doktora uzyskał w 1927, a docenta hydrobiologii – jako pierwszy naukowiec UJ w tej dziedzinie – dziesięć lat później. W 1927 r. został członkiem Komisji Fizjograficznej Polskiej Akademii Umiejętności (której członkinią kilka lat później została także jego żona). Będąc zastępcą kierownika katedry, Teodora Spiczakowa przyczynił się do powstania bardzo nowoczesnej na ówczesne warunki Rybackiej Stacji Doświadczalnej UJ w Mydlnikach. Oprócz kariery na UJ nauczał również w szkołach średnich: gimnazjum w Dziśnie (1922/1923), VIII Gimnazjum im. Augusta Witkowskiego w Krakowie i III Gimnazjum im. Króla Jana Sobieskiego w Krakowie. Był ponadto wykładowcą w krakowskich szkołach zawodowych: Państwowym Pedagogium, Centralnej Pracowni Przyrodniczej i Wieczorowej Szkole Zawodowej dla Ogrodników, której kierownikiem był w latach 1933–1939. 20 kwietnia 1939 uzyskał habilitację jako docent hydrobiologii na Wydziale Rolniczym Uniwersytetu Jagiellońskiego.
Po powrocie z niemieckiego obozu wrócił do swojej jednostki, która jako jedna z nielicznych w Generalnym Gubernatorstwie nie została rozwiązana, ale przekształcona w niemiecką placówkę naukowo-badawczą jako Institut für Fischerei, Landwirtschaftliche Forschungsanstalt des Generalgouverments (Zakład Rybacki Państwowego Instytutu Rolniczego) z siedzibą w Puławach. Ze względu na niewielkie zainteresowanie oficjalnego kierownika zakładu, W. Schäperclausa, Starmach stał się jego faktycznym szefem. Równolegle do prowadzenia oficjalnych badań naukowych, wykładał botanikę dla studentów rolnictwa i farmacji oraz przedmioty hydrobiologiczne dla studentów rybactwa i hydrobiologii w podziemnych strukturach UJ, jak również brał udział w pracach dotyczących nauki w polskich strukturach konspiracyjnych.
W marcu 1945 roku po ponownym otworzeniu UJ Karol Starmach został kierownikiem Zakładu i Katedry Ichtiobiologii i Rybactwa oraz Rybackiej Stacji Doświadczalnej w Mydlnikach. Powiększył stację o kolejne stawy, przyłączył do UJ gospodarstwo rybackie w Zatorze (o długich tradycjach), utworzył stację badawczą w Uściu Solnym. Po uwięzieniu przez stalinowców i degradacji w 1947, mimo zwolnienia w 1950 nie mógł powrócić na UJ. W 1951 na zlecenie Stanisława Sakowicza utworzył krakowski oddział Instytutu Rybactwa Śródlądowego działający do 1954 r. W tym samym czasie powołał Katedrę Biologii Sanitarnej na Politechnice Śląskiej w Gliwicach, którą kierował do 1957. W 1952 powołał Zakład Ekologii Stawów przy Komisji Ekologiczno-Rolniczej PAU. Rok później PAU została wchłonięta przez PAN, a Zakład Ekologii Stawów wszedł w skład nowo utworzonego Zakładu Biologii Stawów PAN, rozwiniętego w Zakład Biologii Wód PAN, którego dyrektorem Starmach był do 1965, będąc potem członkiem rady naukowej. W 1958 ZBW PAN przejął również utworzony przez Starmacha jako kierownika KBS PŚ Ośrodek Naukowo-Badawczy w Goczałkowicach, tworząc z niego stację hydrobiologiczną PAN. Karol Starmach w ramach PAN również utworzył w 1954 Dział Algologiczny w Pracowni Flory Polskiej w Instytucie Botaniki PAN, przekształcony wkrótce w Pracownię Algologii (obecnie Zakład Fykologii), której kierownikiem był do 1958 (pozostając we współpracy do końca życia). Miał też udział w utworzeniu Zakładu Gospodarki Górskiej PAN jako przewodniczący Komitetu Zagospodarowania Ziem Górskich PAN (1960–1969). Wchodził także w skład kilku innych komitetów i komisji PAN. Na UJ powrócił po odwilży październikowej. Tytuł profesora nadzwyczajnego uzyskał w 1956. W 1958 zorganizował Katedrę Hydrobiologii na Wydziale Biologii i Nauk o Ziemi UJ, której kierownikiem był do 1970, tj. przejścia na emeryturę, która jednak nie zakończyła jego działalności naukowej. W tym czasie był promotorem ponad 30 doktoratów i opiekunem ponad 100 magisteriów (przy czym część prac magisterskich promował już przed wojną i w ramach tajnego nauczania) oraz ośmiu rozpraw habilitacyjnych.

### Aktywność naukowo-badawcza
Jako młody naukowiec pod kierownictwem Kazimierza Roupperta zajął się fykologią, w szczególności biologią sinic. Z dziedziną tą związany był do końca życia, tworząc odpowiednią jednostkę w PAN oraz sekcję w Polskim Towarzystwie Botanicznym oraz wydając serię publikacji algologicznych, w tym klucze do oznaczania słodkowodnych glonów. Był redaktorem serii wydawniczej Flora Słodkowodna Polski, będąc jednocześnie autorem kilku jej tomów. Zlecono mu także opracowanie klucza do oznaczania złotowiciowców na potrzeby międzynarodowej serii Süsswasserflora von Mitteleuropa.
W zakresie fykologii dokonał swoich największych odkryć, nie tylko odkrywając nowe gatunki, ale także wyjaśniając skomplikowany cykl rozwojowy hildenbrandii rzecznej.
Przenosząc się z Katedry Botaniki UJ do Katedry i Zakładu Ichtiobiologii i Rybactwa UJ rozszerzył swoje zainteresowania na hydrobiologię ogólną z ichtiologią. Badania dotyczące ichtiobiologii i rybactwa kontynuował współtworząc IRŚ i placówki, które ostatecznie weszły w skład ZBW PAN. Rozwinięte przez niego placówki Wydziału Rolniczego UJ obecnie wchodzą w skład Katedry Ichtiobiologii i Rybactwa Uniwersytetu Rolniczego. Na wydziale tym przy okazji nawiązał przyjaźń naukową m.in. z Teodorem Marchlewskim, co miało wpływ na jego losy w czasach represji stalinowskich.
Przy okazji badań ichtiologicznych, jeszcze przed wojną rozpoczął badania nad zanieczyszczeniami wód, które kontynuował m.in. na Politechnice Śląskiej powołując odrębną katedrę poświęconą temu zagadnieniu. Docenturę uzyskał dzięki pracy „Badania sestonu górnej Wisły i Białej Przemszy”, a dalsze badania biologii rzek górskich sprawiły, że stał się specjalistą od ekologii zbiorników zaporowych, a także ogólnie zagospodarowania obszarów górskich. Praktyczny aspekt jego badań pozwolił na ich kontynuowanie nawet w warunkach okupacji niemieckiej (m.in. na Zbiorniku Rożnowskim) i w okresie pozbawienia praw obywatelskich w czasach stalinowskich. Powołana przez niego stacja nad Zbiornikiem Goczałkowickim była pierwszą w Europie placówką poświęconą kompleksowemu, wieloletniemu monitorowaniu ekologii wód zbiornika zaporowego, placówka została zamknięta w latach 90.
Taksony, które jako pierwszy opisał w sposób naukowy, są oznaczone symbolem „Starmach” (czyli w tym przypadku nie skrótem, a po prostu pełnym nazwiskiem). Należy do nich rodzaj złotowiciowca Chrysodesmis, a jednocześnie – jako że według obecnej wiedzy jest to takson monotypowy – gatunek Chrysodesmis gloeophila, opisany w roku 1970, złotowiciowiec Pseudokephyrion tatricum (Juris) Starmach, różnowiciowiec Centritractus ellipsoideus Starmach, zielenica Entocladia cladophorae (Hornby) Starmach, bruzdnica Peridiniopsis lenticula (Bergh) Starmach i in. Niektóre opisane przez niego taksony nie utrzymały pierwszeństwa, okazało się, że były opisane wcześniej przez innych naukowców. Dotyczy to np. Gloeodinium cracoviense Starmach 1963, które uznano za synonim Hemidinium nasutum F.Stein 1883, Chlorhormidium  flaccidum f. aquaticum  (Heering) Starmach, uznanego za synonim Klebsormidium mucosum (Boye Petersen) Lokhorst in Lokhorst & W. Star 1985, Chlorhormidium  flaccidum var. nitens (Meneghini) Starmach, uznanego za synonim Klebsormidium nitens (Meneghini) Lokhorst 1996. Z kolei inne uznano za przedstawicieli innego rodzaju, więc zachowano pierwszeństwo Starmacha, ale zmieniono ich nazwy, jak Chroococcus  niger Starmach 1934 – obecnie Chamaesiphon niger (Starmach) Golubic 1967, Batrachospermum  capense Starmach ex O.Necchi & S.Kumano 1984 – obecnie Kumanoa capensis (Starmach ex Kumano & Necchi) Necchi & Vis 2009, Chlamydomonas  rostafinskii Starmach & Kawecka 1965 – obecnie Chloromonas rostafinskii (Starmach & Kawecka) Gerloff & Ettl 1970 i in.

### Wybrane publikacje
Karol Starmach opublikował ponad 210 publikacji naukowych, w tym kluczy do oznaczania glonów i podręczników akademickich. Ponadto jako nauczyciel szkolnictwa średniego był współautorem podręcznika Biologia dla klasy I Liceum Ogólnokształcącego. Podręcznik Życie ryb słodkowodnych częściowo przygotował w więzieniu.
- Karol Starmach: Plankton roślinny wód słodkich : metody badania i klucze do oznaczania gatunków występujących w wodach Europy Środkowej. Warszawa–Kraków: PWN, 1989. ISBN 83-01-09190-8. Brak numerów stron w książce
- Karol Starmach, S. Wróbel, K. Pasternak: Hydrobiologia : Limnologia. Warszawa: PWN, 1976. Brak numerów stron w książce
- Karol Starmach. Chrysodesmis gloeophila, a new genus and species of Chrysophyceae. „Acta Hydrobiologica”. 12, s. 191–196, 1970. (ang.).
- Karol Starmach. Dwa nowe gatunki sinic z Tatr. (Über zwei neue Cyanophyceen-Arten aus dem Tatra-Gebirge). „Acta Soc. Bot. Poloniae”. 11 (3), s. 287–297, 1934.

## Członkostwo[8]
- Polska Akademia Umiejętności
  - Komisja Fizjograficzna – członek od 1927, 1928–1938 sekretarz
  - Komisja Ekologiczno-Rolnicza – pracownik od 1952 do 1953 (likwidacja PAU)
- Polska Akademia Nauk – od 1969 członek korespondent, od 1976 – członek rzeczywisty
  - Komitet Zagospodarowania Ziem Górskich – przewodniczący 1960–1969
  - Komitet Hydrobiologiczny
  - Komitet Botaniczny
  - Komitet Zootechniczny
  - Komisja Gospodarki Wodnej
  - Komisja Nauk Biologicznych
  - Centrum Dokumentacji Fizjograficznej
- Polskie Towarzystwo Hydrobiologiczne – członek założyciel, 1960–1982 przewodniczący oddziału krakowskiego, członek honorowy
- International Society of Limnology (SIL)
- Internationale Arbeitsgemeinschaft für Cyanophyten-Forschung
- Polskie Towarzystwo Botaniczne – przewodniczący Sekcji Fykologicznej, członek honorowy
- Acta Hydrobiologica(inne języki) (początkowo Biuletyn Zakładu Biologii Stawów PAN) – komitet redakcyjny (redaktor naczelny, przewodniczący rady redakcyjnej)

## Odznaczenia i wyróżnienia[8]
- doktorat honorowy Uniwersytetu Wrocławskiego pod promocją Stefana Gumińskiego – 1987
- członkostwo honorowe Polskiego Towarzystwa Botanicznego
- członkostwo honorowe Polskiego Towarzystwa Hydrobiologicznego – 1970
- nagroda I stopnia Ministerstwa Oświaty i Szkolnictwa Wyższego za całokształt działalności naukowej – 1967
- Nagroda Państwowa I stopnia za rozwój algologii – 1972
- Krzyż Komandorski i Krzyż Kawalerski Orderu Odrodzenia Polski
- Medal Komisji Edukacji Narodowej
- Krzyż Oświęcimski
- Medal Zwycięstwa i Wolności 1945
- złota odznaka „Zasłużony dla Województwa Katowickiego”

### Upamiętnienie
Swoistym wyróżnieniem jest upamiętnienie Karola Starmacha w nazwie gatunkowej chruścika Allogamus starmachi. Jego imieniem uhonorowano Zakład Biologii Wód PAN, obecnie włączony w struktury Instytutu Ochrony Przyrody PAN.